# Petrache Poenaru

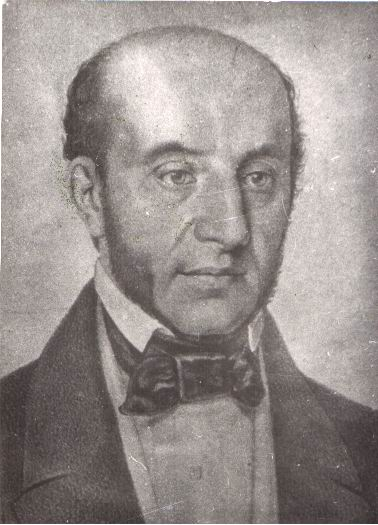
Petrache Poenaru

Petrache Poenaru (* 10. Januar 1799 in Bănești, Kreis Vâlcea; † 2. Oktober 1875 in Bukarest), rumänischer Revolutionär und Vertrauter von Tudor Vladimirescu, Ingenieur, Mathematiker, Verantwortlicher für den Aufbau des rumänischen Bildungswesens und Gründer der Nationalen Kollegien in Bukarest und Craiova, Vollmitglied der Rumänischen Akademie ab 1870.

## Jugend und Studium
Petrache Poenaru wurde am 10. Januar 1799 in der Gemeinde Bănești, Landkreis Vâlcea, geboren. 1818 absolvierte er die Sekundarschule der Obedeanu-Kirche in Craiova. Als 19-Jähriger zog er nach Bukarest, um an der Metropolitanischen Schule als Lehrer für Griechisch zu arbeiten. Vom revolutionären Geist der Neuzeit ergriffen, wird er zum Anhänger des rumänischen Revolutionsführers Tudor Vladimirescu und dessen Sekretär, anschließend sein engster Berater. Der Initiative von Poenaru ist die Gründung der ersten rumänischen Zeitung zu verdanken. Er gab „Das Propagandablatt“ heraus, das für die Ideen der Widerstandskämpfer warb. 
Auf Verheißung von Vladimirescu zog er dann 1824 zum Studium nach Wien und entgeht somit dem Tod. 1826 geht er nach Paris, wo er neben seinem Studium der Kartographie unter der Leitung von L. Puissant an der Erstellung der topographischen Karte von Frankreich beteiligt war.
Er erfand einen Füllfederhalter mit einem Federkiel als Tintenreservoir. Am 25. Mai 1827 registrierte die Manufaktur des französischen Innenministeriums die Erfindung unter der Nummer 3208 mit dem Attribut  frz. «Plume portable sans fin, qui s'alimente elle-meme avec de l'ancre»  übersetzt „tragbare Feder, endlos (schreibend), die sich selbst mit Tinte versorgt“.

## Späteres Leben und Lehrtätigkeit
1831 ging er nach Großbritannien, wo er als erster Rumäne eine Bahnreise machte, und zwar auf der ersten modernen Eisenbahnlinie zwischen Liverpool und Manchester. Über dieses Erlebnis schreibt er am 27. Oktober 1831: „Ich habe diese Reise mit einem neuen Verkehrsmittel gemacht, das eines der Wunder der Industrie des Jahrhunderts ist... zwanzig miteinander verbundene Kutschen, mit 240 Reisenden beladen, werden auf einmal von einer Dampfmaschine gezogen“. 
Wieder in Rumänien angekommen, begann er 1832 eine didaktische Laufbahn als Lehrer an der Sfântul Sava-Schule, deren Rektor er wurde. Kurz darauf ist er zum Leiter des rumänischen Bildungswesens geworden. Er trug erheblich zu dessen Entwicklung bei, indem er zahlreiche Grundschulen gründete, in denen in rumänischer Sprache unterrichtet wird. Poenaru verfasste auch mehrere Lehrbücher. 

## Politische, revolutionäre und kulturelle Tätigkeit
1848 nahm er aktiv an der Revolution teil. Er war Mitglied der Kommission zur Befreiung der in Leibeigenschaft auf Grundstücken der Bojaren und Klöster gehaltenen Roma. Nach der Revolution bekleidete er ein Amt des Außenministeriums (Postelnicia) und wurde 1864 Mitarbeiter der technischen Kommission für öffentliche Bauwerke. 
Auf kultureller Ebene zeigte sich Poenaru besonders eifrig. Er war Mitbegründer der Philharmonischen Gesellschaft, der Agronomischen Gesellschaft und der Schule für Landwirtschaft. Poenaru initiierte, zusammen mit anderen, die Gründung des Botanischen Gartens in Bukarest und auch des Nationalen Museums für Antiquitäten. Er publizierte zahlreiche Artikel in der Presse und gab das Blatt des Nationalen Museums sowie die Zeitschrift „Der Landeslehrer“ heraus. Am 10. September 1870 wird er zum Vollmitglied der Rumänischen Akademie. Seine Antrittsrede hielt er am 8. September 187, in der er betonte, dass seine fünf Monate als Widerstandskämpfer unter Tudor Vladimirescu sein ganzes Leben geändert hätten. Seine Bekanntheit führte dazu, dass er auch zum Mitglied der Akademie der Wissenschaft in Paris wurde. Am 2. Oktober 1875 starb Poenaru im Alter von 76 Jahren.

## Werke
- (mit Florian Aaron und Georg Hill) Vocabulaire français-valaque d'après la dernière édition du dictionnaire de l'Académie Française, augmenté de plusieurs autres mots par P. Poyenar, Directeur des écoles nationales, F. Aaron et G. Hill, Professeurs du Collège St Sava, 2 Bde.,  Imprimerie du Collège St. Sava, Bukarest, 1840–41